# Ollape
Ollape es un sitio arqueológico en el Perú localizado a 6 km de la localidad de La Jalca. Ollape está ubicado en la Región Amazonas, provincia de Chachapoyas, distrito de La Jalca a 2800 m s. n. m., cerca al pueblo de La Jalca. Ocupa un área de cinco hectáreas y consta de por lo menos 120 estructuras. Probablemente se trataría de un centro ceremonial. La arquitectura se caracteriza por su forma circular con frisos de formas geométricas. Pertenecería a la cultura chachapoyas que ocuparon entre los años 1100 y 1300 d. C.